# Gallerucida nigropunctatoides
Gallerucida nigropunctatoides là một loài bọ cánh cứng trong họ Chrysomelidae. Loài này được Mader miêu tả khoa học năm 1938.